# Костурски византийски музей
Костурският византийски музей (на гръцки: Βυζαντινό Μουσείο Καστοριάς) в Костур, Гърция е посветен на византийски и поствизантийски артефакти, открити в Костур.
Музеят е отворен в 1989 година и съдържа една от най-големите колекции от византийски и поствизантийски икони. Освен икони в музея има гравюри, книги, скулптури, керамика, монети и други. Византийският музей на Кастория има две големи стаи по 200 m² и по-малки от 80 m², намиращи се на същото ниво, което е приземният етаж на сградата. Помещенията са разположени около вътрешен двор във формата на четириъгълник. В мазето има складова площ от 84 m² и лаборатория за реставрация. До 1998 година музеят провежда образователна програма за деца от 10 до 17 години.

## Икони
Колекцията на музея наброява 700 икони, намерени във византийските и поствизантийските църкви в Костур. От тези икони 35 са част от постоянната експозиция. Иконите датират от XII до XVII век и са разделени в 6 групи на база на датировката им и ателието, което ги е изработило.
Едни от най-важните икони в колекцията са на пророк Илия от XII век, свети Николай от XII век, Христос Пантократот от XIV век, свети Козма и Дамян от XIV век, олтарна врата от XV век с изписани на нея Благовещение и Давид и Соломон на върха, Успение на свети Николай от XVI век, Благовещение от XVI век и Христос Пантократор от XVI век, изписана от известния иконописец Йоанис Пермениотис. В полукръглата част на експозицията се намират три изключителни творби на костурски ателиета: икона на света Параскева, носеща собствената си глава и две олтарни врати с изписана на тях сцена на Благовещение.

## Галерия
- Вътрешен изглед
- Икона на света Параскева, носеща собствената си глава и две олтарни врати с изписана на тях сцена на Благовещение
- Пророк Илия, икона от XII век
- Христос Пантократор, икона от около 1200 г.
- Христос Пантократор, икона от XVI век